# Thinorycter medvedevi
Thinorycter medvedevi är en skalbaggsart som beskrevs av Nikolajev 1975. Thinorycter medvedevi ingår i släktet Thinorycter och familjen Aphodiidae. Inga underarter finns listade i Catalogue of Life.